# Virtual Skipper 2
Virtual Skipper 2 es un videojuego de simulación de regatas de vela desarrollado por Duran Duboi y Nadeo, publicado por Focus Home Interactive y lanzado en 2002 para Windows.
En España fue distribuido por Friendware en noviembre, junto al resto de versiones internacionales.
Se trata de un videojuego de simulación realista, en el que refleja tanto la climatología, en como puede ser la dirección del viento, como pueden afectar las olas y el movimiento del mar a las embarcaciones, etcétera.
En este videojuego se puede disputar la Copa América 2003 de regata que se disputó en Nueva Zelanda.

## Escenarios
Cuenta con 5 escenarios, los cuales son la bahía de San Francisco en Estados Unidos, La Trinité-sur-Mer en Francia, Porto Cervo en Italia, Cowes en el Reino Unido y la bahía de Auckland en Nueva Zelanda.

## Tipos de embarcaciones
Se dividen en 4 tipos agrupados en 2 modalidades: monotipo (Copa América y Melges 24) y multicasco (Open 60 y Spit Fire).